# スケアクロウ
『スケアクロウ』（Scarecrow）は、1973年公開のアメリカ映画。製作会社はワーナー・ブラザースで、監督はジェリー・シャッツバーグ。主演はジーン・ハックマンとアル・パチーノ。題名は日本語で「案山子」、「みすぼらしい人」、「痩せ衰えた人」の意。

## 解説
正反対の人格を有する二人の男が次第に友情を深めていく過程を描いたロードムービー。第26回カンヌ国際映画祭においてパルム・ドールと国際カトリック映画事務局賞をダブル受賞。
千葉真一主演の『十字路』と『冒険者カミカゼ -ADVENTURER KAMIKAZE-』でモチーフにされるなど、後世のテレビドラマ・映画にも影響を与えている。

## あらすじ
暴行傷害の罪で服役し、6年間の刑期を終えたばかりのマックスと、5年越しの船乗り生活から足を洗ったライアンが、南カリフォルニアの荒れ地でヒッチハイクを始める所から物語は始まる。人懐っこくこちらを笑わせようとしてくるライアンを無視していたマックスだが、ライターが燃料切れを起こし、ライアンが最後に残ったマッチを出してくれたことで心を開き、意気投合する。
喧嘩っ早い上に神経質で、異様に厚着をしたりブーツを枕の下に敷いて寝る奇行を持つマックスは「裏切れば殺す」と脅しながらも、ピッツバーグで開業しようと考えている洗車屋の相棒にライアンを指名し、彼を「ライオン」と呼ぶようになる。ライオンはその提案に乗りつつ、妻に再会して一度も会ったことが無い自分の子供にプレゼントを渡すため、デトロイトを経由することを条件に付ける。二人はアルバイトを繰り返して路銀を稼ぎつつ、時には貨物列車への無賃乗車も織り交ぜ、旅を続けていく。途中立ち寄ったダイナーで、ライオンは案山子の話を持ち出す。マックスは「カラスをスケア（脅かす）から案山子だろう」というが、ライオンは「カラスはおかしな格好のかかしを見て笑い転げて、この畑の持ち主はいい人だ、だから荒らさずにおこうと思うのさ」と語る。
デンバーに着いた2人は、廃品回収業を営むマックスの妹・コーリーの家に寄る。コーリーの友人フレンチーとマックスはいい関係になるが、意固地なマックスはピッツバーグで開業すると決めて譲らず、デンバーに長居する気はなかった。コーリーから兄の面倒を見るように頼まれたライオンは、コーリーへの餞別に財布を万引きしようとするマックスの企てを穏便に阻止する。二人の出立前夜、バーで宴を始めた一同は、ライオンの音頭取りで他の客も含めたどんちゃん騒ぎを起こすが、フレンチーの男友達とマックスが喧嘩を起こし、マックスとライオンは逮捕されてしまう。
刑務農場で一か月の勤労を強いられた二人。我慢ならないマックスは自分の責任を棚に上げてライオンと絶交するが、その様子を見た牢名主のライリーはライオンを厚遇し、マックスを家畜世話係に送る。だがライリーの真意はライオンを手籠めにすることにあり、襲われたライオンは重症を負いながらもなんとか逃亡する。事を知ったマックスは、懲罰として家畜世話係に送られてきたライリーを叩きのめす。
出所した二人は旅を再開するが、ライオンからは以前の人懐っこさが失われ、生来の繊細な性格が表出するようになっていた。食堂でマックスがまたも他の客とトラブルを起こすが、ライオンはいつものように仲裁に入らず、店を出ようとする。マックスは咄嗟に、音楽に合わせて服を脱いでいくストリップの真似事をして周囲の笑いを取り、場を収める。それは以前、ライオンがマックスに語った案山子の姿そのものであった。
デトロイトに着いたライオンは、理髪店と教会に寄ったあと、公衆電話から妻のアニーに電話をする。しかし2年前に再婚したアニーはライオンを拒絶し、子供の性別を尋ねられると「子どもは流産し、洗礼も受けていない」と嘘をついた。衝撃のあまり電話を切ってしまったライオンは、マックスには嬉しそうな様子を取り繕いつつ「今更会うのも申し訳ない」と、プレゼントをその場に置いて立ち去る。その後二人は公園の噴水前で休憩するが、地元の子供たちと遊んでいたライオンは、突然子供の一人を抱えて噴水の中に入り、「洗礼をするんだ！」と叫ぶ。
病院に担ぎ込まれたライオンは重度の精神病と診断され、催眠薬を投与された。マックスは眠り続けるライオンに「お前の面倒は俺が見る」と語り、ピッツバーグの銀行に預けている洗車屋の開業資金を引き出すため、一人で駅に向かう。常に大事にしていたブーツの靴底から、へそくりの10ドル紙幣を取り出してピッツバーグ行きの往復切符を買った後、靴底を何度も打ち付けて元に戻そうとしているマックスの姿を映し、物語は幕を下ろす。

## キャスト
| 役名                                           | 俳優                   | 日本語吹替                     | 日本語吹替                                                   |
| 役名                                           | 俳優                   | NETテレビ版                    | テレビ東京版                                                 |
| ---------------------------------------------- | ---------------------- | ------------------------------ | ------------------------------------------------------------ |
| マックス・ミラン                               | ジーン・ハックマン     | 小池朝雄                       | 大塚明夫                                                     |
| フランシス・ライオネル・“ライオン”・デルブッキ | アル・パチーノ         | あおい輝彦                     | 平田広明                                                     |
| ジャック・ライリー                             | リチャード・リンチ     | 堀勝之祐                       | 田中正彦                                                     |
| コーリー                                       | ドロシー・トリスタン   | 此島愛子                       | 金野恵子                                                     |
| フレンチー                                     | アン・ウェッジワース   | 荒砂ゆき                       | 藤生聖子                                                     |
| アニー・グリーソン                             | ペネロープ・アレン     | 野沢雅子                       | 折笠愛                                                       |
| ダーリーン                                     | アイリーン・ブレナン   | 麻生美代子                     | さとうあい                                                   |
| ミッキー                                       | リチャード・ハックマン | 細井重之                       |                                                              |
| バーテンダー                                   | フランク・シャルティエ | 渡部猛                         |                                                              |
| 不明 その他                                    | N/A                    | 村松康雄 若本紀昭 他           | 荒川太郎 桐本琢也 柳沢栄治 宇垣秀成 西宏子 高宮俊介 加藤沙織 |
| 日本語版制作スタッフ                           |                        |                                |                                                              |
| 演出                                           | 演出                   | 左近允洋                       | 春日一伸                                                     |
| 翻訳                                           | 翻訳                   | 篠原慎                         | 武満真樹                                                     |
| 効果                                           | 効果                   |                                | VOX                                                          |
| 調整                                           | 調整                   |                                | 田中和成                                                     |
| 制作                                           | 制作                   | グロービジョン                 | スケアクロウ                                                 |
| 解説                                           | 解説                   | 淀川長治                       | N/A                                                          |
| 初回放送                                       | 初回放送               | 1976年11月7日 『日曜洋画劇場』 | 2000年6月5日 『20世紀名作シネマ』                            |

※日本語字幕：高瀬鎮夫

## 備考
- アル・パチーノの妻を演じたペネロープ・アレンは、『狼たちの午後』（1975年）に銀行の主任役としてパチーノと共演している。またパチーノが監督・主演したドキュメンタリー映画『リチャードを探して』（1996年）にイングランド王妃役として出演した。
- ジーン・ハックマンの実兄のリチャードがミッキーという役名で出演している。
- リチャード・リンチは本作品により長編映画デビューした。
- 日本のテレビドラマ「傷だらけの天使」は、この映画からの影響があると主演の萩原健一が語っている。[4]